# Maria Häll
Maria Häll, född 1963, är en svensk civilingenjör och IT-expert som haft flera höga positioner inom IT-branschen.
På inrådan av sin far sökte Häll år 1982 in till den nya akademiska utbildningen i datateknik vid Luleå tekniska universitet. Hon var den enda kvinnan i klassen vilket väckte sådan uppståndelse att tidningar som Mikrodatorn, Damernas värld och Aftonbladet skrev om henne. Efter examen arbetade hon bland annat som IT-samordnare på Sandvikens kommun, inom stålindustrin för SSAB och Ovako, som ansvarig för stadsnätet Gavlenet i Gävle, och som IT-strateg för SKL (Sveriges kommuner och landsting). År 2003 började hon att arbeta för dåvarande IT-minister Ulrica Messing som kansliråd på Näringsdepartementets enhet för IT-politik , och fortsatte arbeta inom regeringskansliet på IT-strategiska befattningar fram till år 2013.
Sedan 2013 är hon chef för universitetsdatanätverket Sunet. Hon har varit vice ordförande i ICANN:s Governmental Advisory Committeé och co-chair för RIPE Cooperation Working Group. Hon sitter nu i styrelsen för RIPE och var ordförande för ISOC-SE mellan åren 2016-2020.
År 2005 rankade Ny Teknik Maria Häll som en av de mäktigaste IT-makthavarna i Sverige.